# Auctor de Metz
Auctor ou Auteur ou Adinctor était le treizième évêque de Metz, au milieu du Ve siècle.

## La légende
Si le catalogue officiel a fait d'Auctor le successeur de Légonce, 12e évêque, le cartulaire de Saint-Arnoul évoque un évêque dénommé Valerius qui aurait été tué par les Huns.
Auctor était alors un modeste savetier installé près de la Seille. Sollicité pour devenir évêque, il refuse dans un premier temps. Un jour, plantant son alêne dans le sol, il fait jaillir une fontaine : le miracle le convainc d'accepter la charge épiscopale. Cette fontaine avait la réputation de guérir les enfants qu'on y baignait.
Plus tard, il est averti par Servais de Tongres que les troupes d'Attila vont attaquer sa cité. Il enjoint à chacun de se confesser et fait baptiser les enfants. Quand la prédiction se réalise, Aucteur et nombre de ses fidèles sont emmenés comme prisonniers. C'est à cette occasion que les Huns décapitent Livier de Marsal. Arrivé vers Dieuze, la troupe des envahisseurs est soudain frappée de cécité, mais Aucteur leur rend la vue en échange de leur libération.
On dit également qu'il a restauré miraculeusement un autel de Saint-Étienne brisé par la chute d'une poutre.
En 852, Drogon de Metz fait transporter son corps à Marmoutier (Bas-Rhin), ainsi que celui de Saint Céleste le deuxième évêque. Selon la légende, on avait organisé une procession pour présenter les deux reliques à travers la ville. On avait placé celle d’Auctor, plus célèbre, à l’avant. Celui-ci refusa d’avancer jusqu’à ce que le cortège de Céleste prenne la première place.
En 1525, lors de la révolte des Rustauds, des protestants profanent l’église abbatiale de Marmoutier et mêlent les ossements d’Auctor avec d’autres dépouilles au point qu’on ne put discerner les restes d’Auctor.
Sa fête est célébrée le 9 août.

## Analyse
Cette chronologie, qui le déclare en fonction quand Attila s’empare de Metz en 451, est en contradiction avec d'autres textes qui affirment qu'il a assisté au concile de Cologne en 346.
Dans la cathédrale Saint-Étienne de Metz, un vitrail de Valentin Bousch représente Auctor avec son alêne.